# Уметничко клизање на Зимским олимпијским играма 1956.
На Зимским олимпијским играма 1956. године у Кортини д'Ампецу, Италија, међу спортовима се нашло и уметничко клизање којој је ово био десети пут да учествује на олимписјким играма.
Такмичари су се такмичили у три категорије: Мушкарци појединачно, жене појединачно и спортски парови.

## Мушкарци појединачно
| Место | Такмичари         | Држава               | Бодови |
| ----- | ----------------- | -------------------- | ------ |
| 1     | Хејс Алан Џенкинс | САД                  | 166.43 |
| 2     | Рони Робертсон    | САД                  | 165.79 |
| 3     | Дејвид Џенкинс    | САД                  | 162.82 |
| 4     | Ален Жилети       | Француска            | 159.63 |
| 5     | Карол Дивин       | Чехословачка         | 154.25 |
| 6     | Мајкл Букер       | Уједињено Краљевство | 154.26 |
| 7     | Норберт Флезингер | Аустрија             | 150.55 |
| 8     | Чарлс Снелинг     | Канада               | 150.42 |

## Жене појединачно
| Место | Такмичари     | Држава               | Бодови |
| ----- | ------------- | -------------------- | ------ |
| 1     | Тенли Олбрајт | САД                  | 169.67 |
| 2     | Керол Хејс    | САД                  | 168.02 |
| 3     | Ингирд Венедл | Аустрија             | 159.44 |
| 4     | Ивон Саџден   | Уједињено Краљевство | 156.62 |
| 5     | Хана Ајгел    | Аустрија             | 157.15 |
| 6     | Керол Пачл    | Канада               | 154.74 |
| 7     | Хана Валтер   | Аустрија             | 153.89 |
| 8     | Кетрин Мачадо | САД                  | 153.48 |

## Спортски парови
| Место | Такмичари                       | Држава       | Бодови |
| ----- | ------------------------------- | ------------ | ------ |
| 1     | Елизабет Шварц / Курт Опелт     | Аустрија     | 11.31  |
| 2     | Френсис Дефо / Норис Боуден     | Канада       | 11.32  |
| 3     | Маријана Нађ / Ласло Нађ        | Мађарска     | 11.03  |
| 4     | Марика Килиус / Франц Нингл     | EUA          | 10.98  |
| 5     | Керол Ормејка / Робин Грејнер   | САД          | 10.71  |
| 6     | Барбара Вагнер / Роберт Пол     | Канада       | 10.74  |
| 7     | Лусил Еш / Сули Котмен          | САД          | 10.63  |
| 8     | Вера Сучанкова / Зденек Долежал | Чехословачка | 10.53  |

## Укупно освојених медаља
| Место | Држава   | Злато | Сребро | Бронза | Укупно |
| ----- | -------- | ----- | ------ | ------ | ------ |
| 1     | САД      | 2     | 2      | 1      | 5      |
| 2     | Аустрија | 1     | 0      | 1      | 2      |
| 3     | Канада   | 0     | 1      | 0      | 1      |
| 4     | Мађарска | 0     | 0      | 1      | 1      |
|       |          | 3     | 3      | 3      | 9      |